# Saint-Denis-de-Vaux
Saint-Denis-de-Vaux é uma comuna francesa na região administrativa de Borgonha-Franco-Condado, no departamento Saône-et-Loire. Estende-se por uma área de 3,71 km². Em 2010 a comuna tinha 271 habitantes (densidade: 73 hab./km²).